# Platyrhynque à queue courte
Platyrinchus cancrominus
Espèce
Statut de conservation UICN

 LC  : Préoccupation mineure
Le Platyrhynque à queue courte (Platyrinchus cancrominus), aussi appelé Bec-plat à queue courte ou Platyrhynque à joues blanches, est une espèce de passereaux de la famille des Tyrannidae (Tyrannidés en français).

## Répartition
Le Platyrhynque à queue courte se rencontre dans le Sud du Mexique (État d'Oaxaca, de Veracruz, de Tabasco et toute la péninsule du Yucatan sauf dans le Nord-Ouest), dans la moitié nord du Guatemala, au Belize, dans le Nord-Ouest du Honduras, dans le Nord du Salvador, au Nicaragua, dans le Nord-Ouest du Costa Rica ainsi que dans le Nord-Est du Panama.

## Habitat
Cette espèce fréquente les forêts humides à feuillage persistant.

## Alimentation
Le Platyrhynque à queue courte se nourrit d'insectes et parfois de fourmis qu'il chasse avec d'autres espèces d'oiseaux.

## Sous-espèces
D'après la classification de référence (version 5.2, 2015) du Congrès ornithologique international, cette espèce est constituée des trois sous-espèces suivantes (ordre phylogénique) :
- Platyrinchus cancrominus cancrominus P.L. Sclater & Salvin, 1860 ;
- Platyrinchus cancrominus dilutus (W. Miller & Griscom), 1925 ;
- Platyrinchus cancrominus timothei Paynter, 1954.